# 破壊機救難消防車

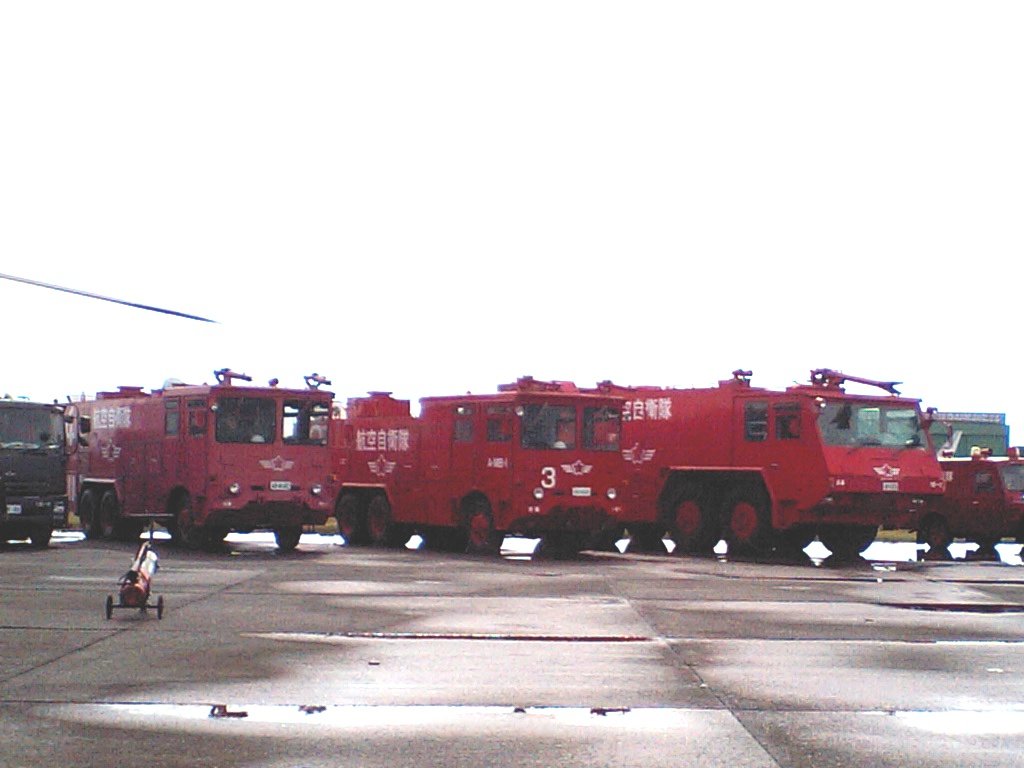
左からA-MB-2、A-MB-1、A-MB-3

破壊機救難消防車（はかいききゅうなんしょうぼうしゃ）とは、航空自衛隊における空港用化学消防車の呼称。飛行場を持つ基地に配備され、基地業務群施設隊消防小隊によって運用される。また、後継の救難消防車IB型及び救難消防車II型についても記述する。

## 種類
- M-5

米空軍のO-11をモデルとして、東急車輛製造が1960年に初生産。退役済。

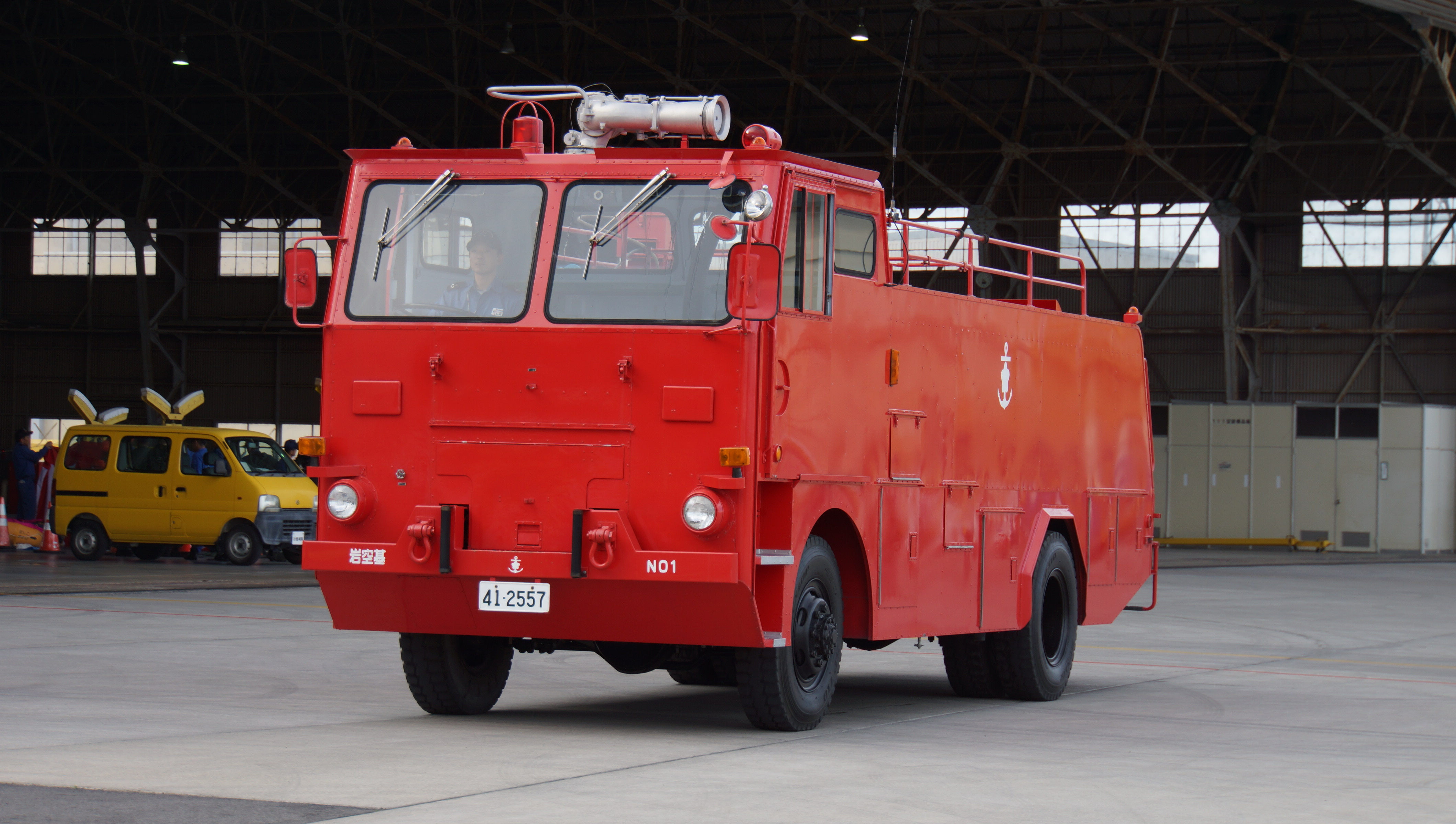
MB-5

1960年代に配備された破壊機救難消防車。海上自衛隊の救難消防車MB-5型及び陸上自衛隊の救難消防車Ⅰ型と同車種であり、ほぼ同形状の民間型として日産ディーゼル（現：UDトラックス）MF61がある。退役済。
- MB-5（海上自衛隊の車両）

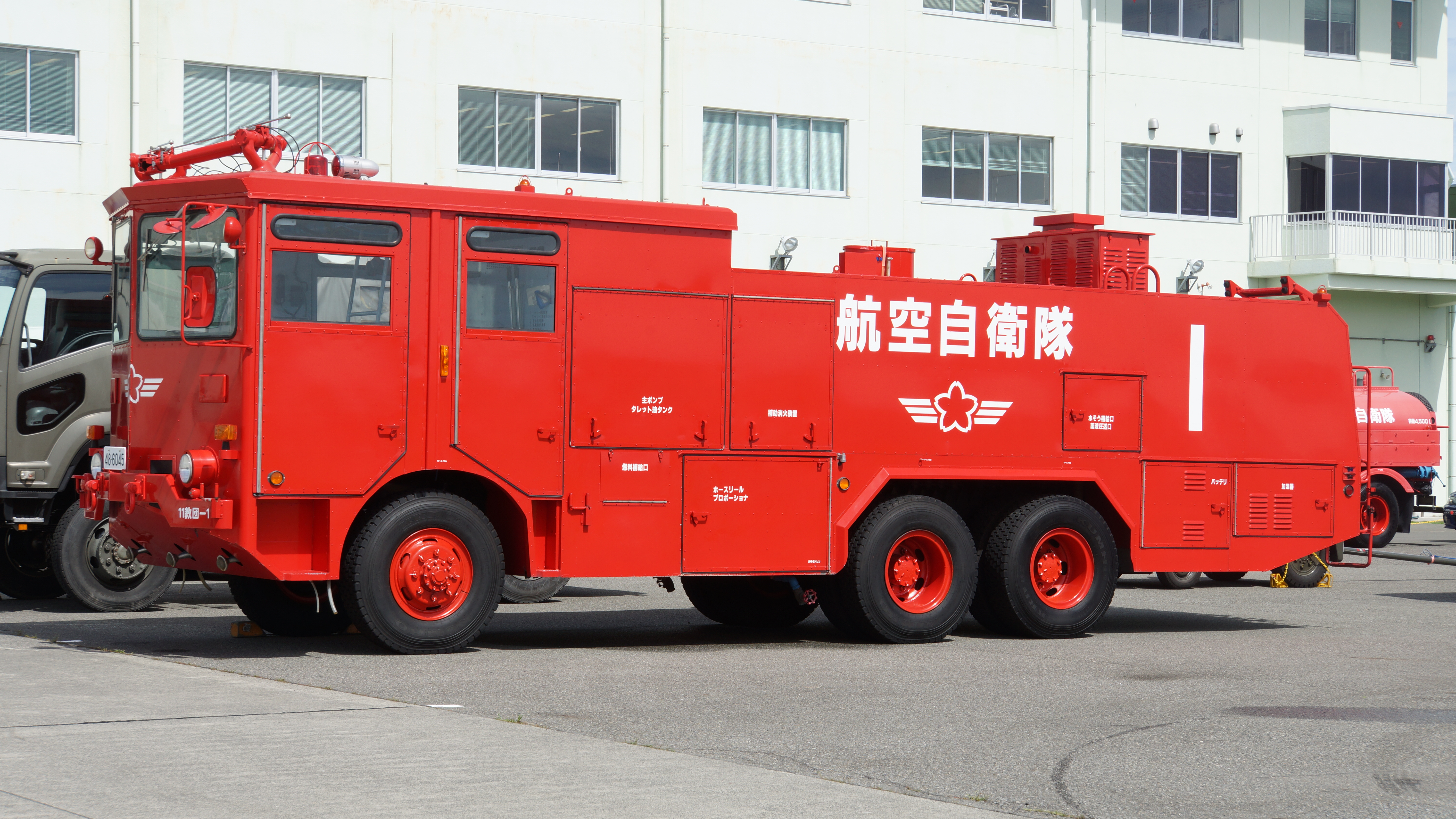
A-MB-1
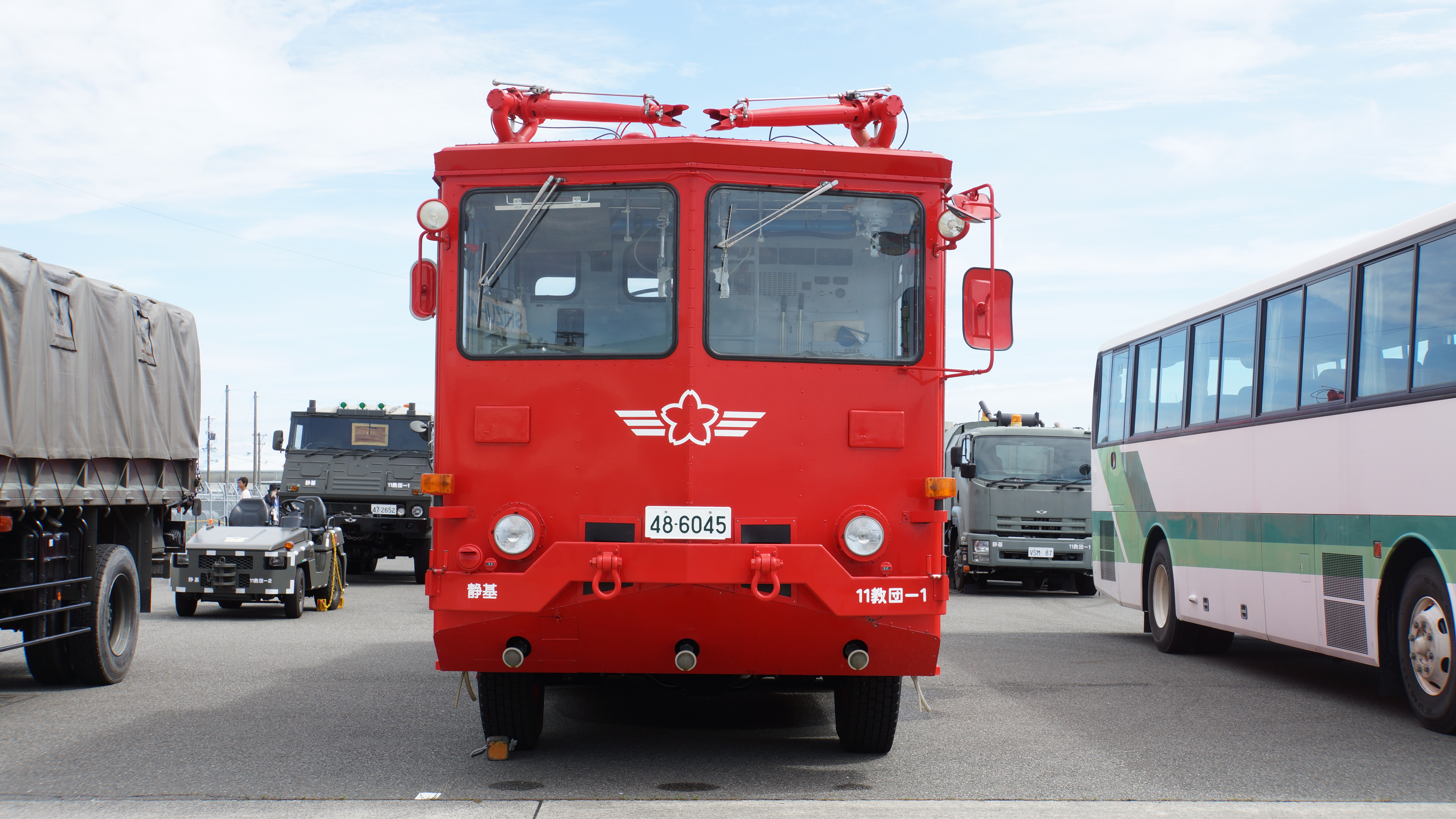
正面
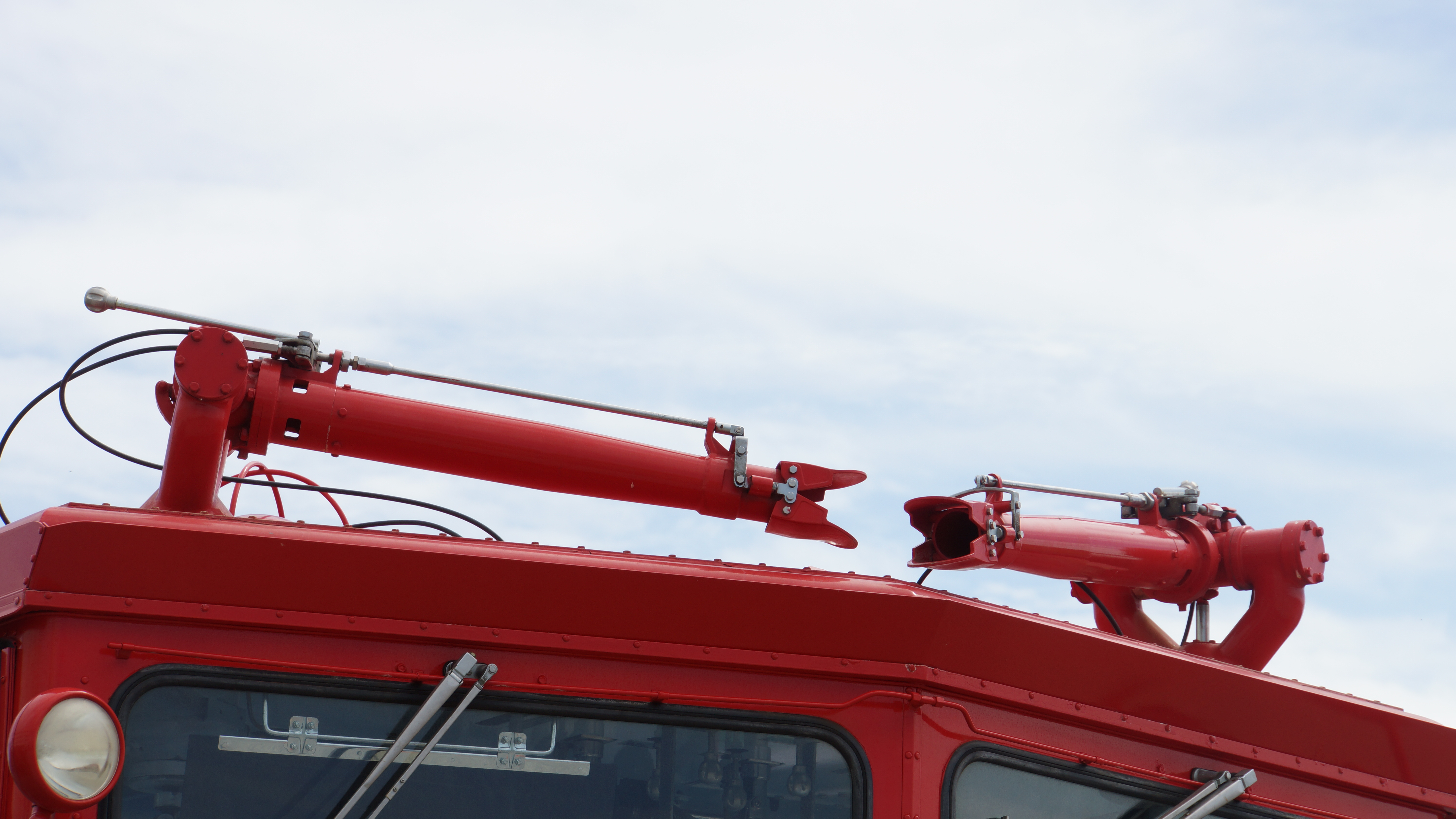
車体上部のターレットノズル
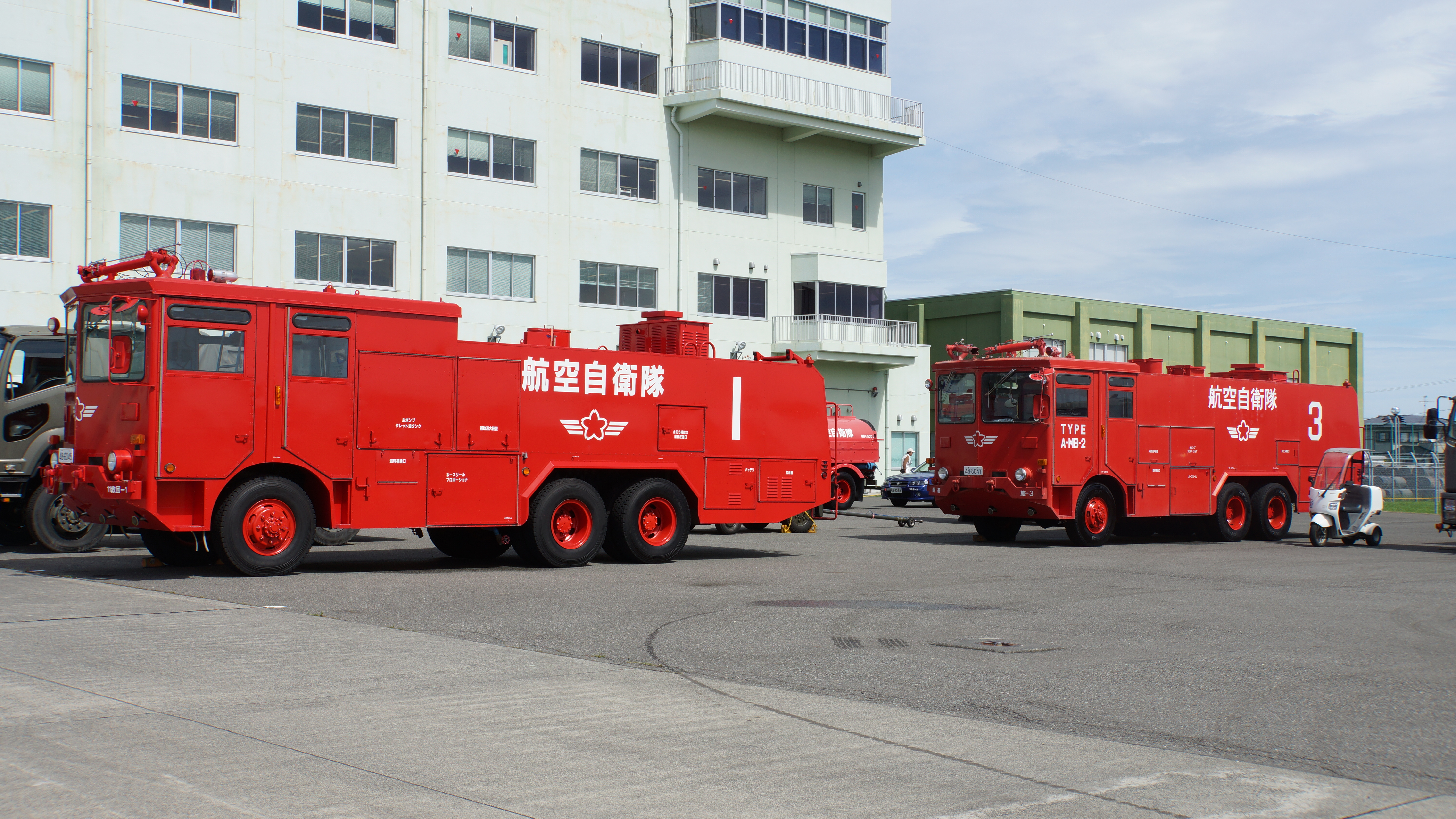
A-MB-1（前方）及びA-MB-2（後方）

1963年に配備された破壊機救難消防車。車体上部に放水用ターレットノズルが2本備えられており、丸型のヘッドランプ、縦楔型のフロント形状が特徴。後継車両と比較して水槽の容量が少ないため、1000G水槽車（いすゞ自動車製TSD/フォワード）の随伴を必要とする。ほぼ同形状の民間型として日産ディーゼルMF81がある。2015年時点で秋田分屯基地、新潟分屯基地、浜松基地、静浜基地、防府北基地での稼働が確認されている。
- A-MB-1
- 正面
- 車体上部のターレットノズル
- A-MB-1（前方）及びA-MB-2（後方）

- A-MB-2

A-MB-1の改良型で1972年度から配備された破壊機救難消防車。フロント部分はA-MB-1と同様の形状だが、A-MB-1の反省を踏まえ消火液の吐出量及び増大水槽/薬液槽の容量が増大しており、これに伴い後部車体がA-MB-1よりも高くなっている。初期型（退役済）は左ハンドルであった。その後、右ハンドルに変更したタイプ、放水ターレットを1本（A-MB-3と同じ形状）・ヘッドランプを角型に変更したタイプ（1990年代後半より配備）、フロント部分の形状を一新したタイプ（形式名:TFD40MX、2000年代前半より配備）に分類される。
2012年度以降、上記車両の用途廃止に伴う後継車両として第一実業株式会社が米国オシュコシュ・コーポレーション社製のストライカー3000を輸入、日本機械工業株式会社で日本仕様（破壊機救難消防車）に改造し、販売をしている（2013年以降は救難消防車IB型として調達）。

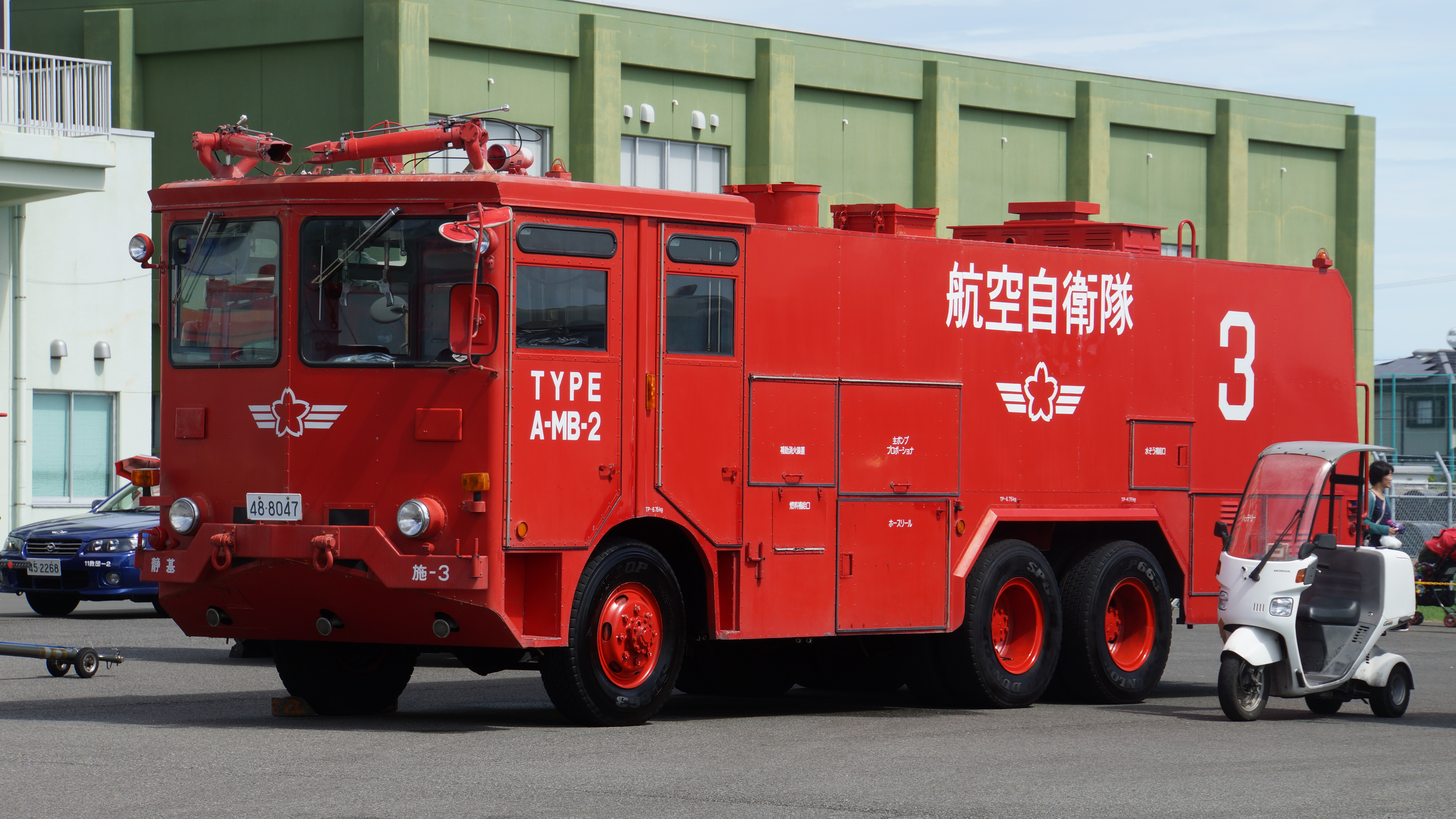
A-MB-2（右ハンドル変更型）
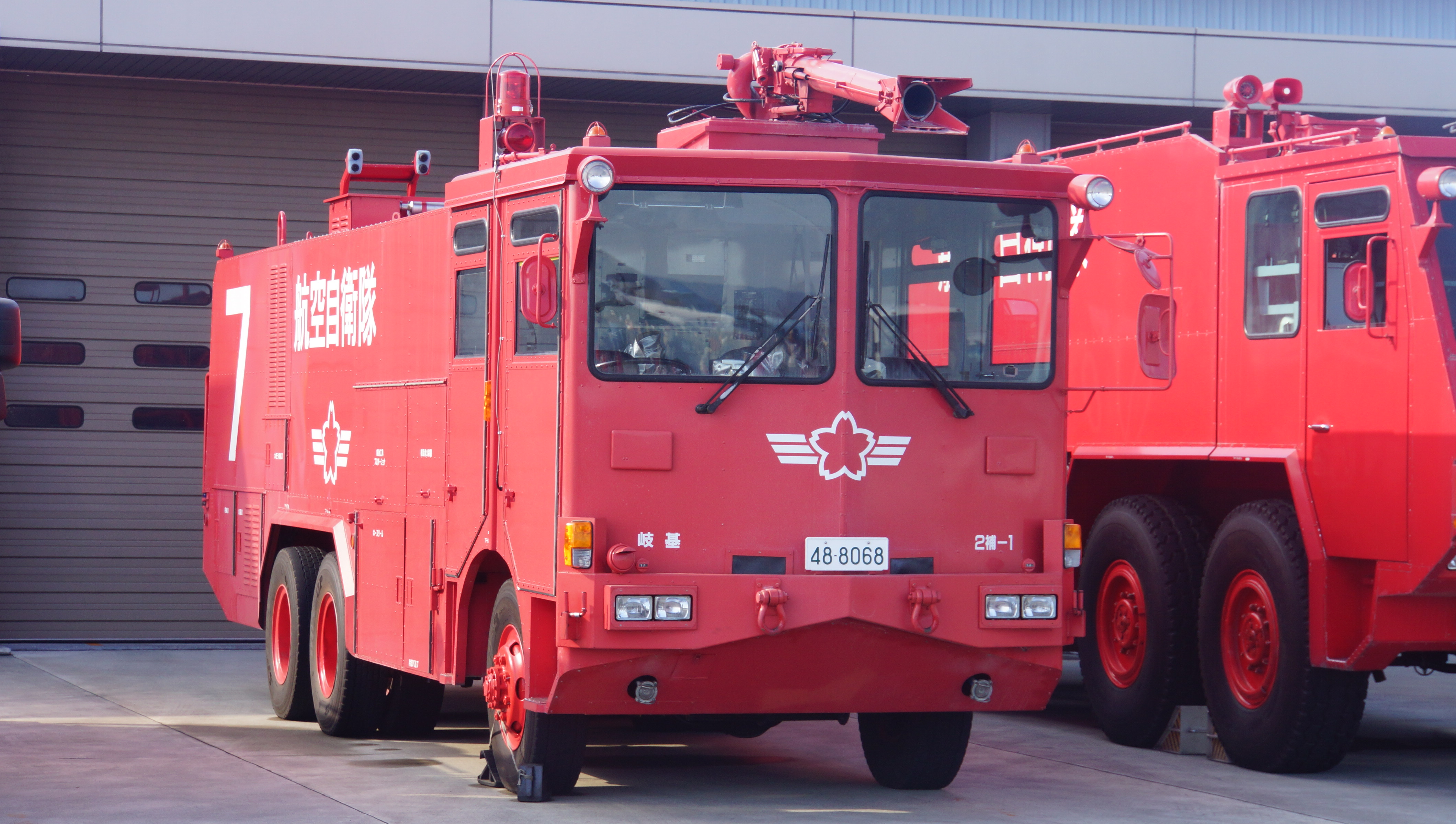
A-MB-2（中期型）
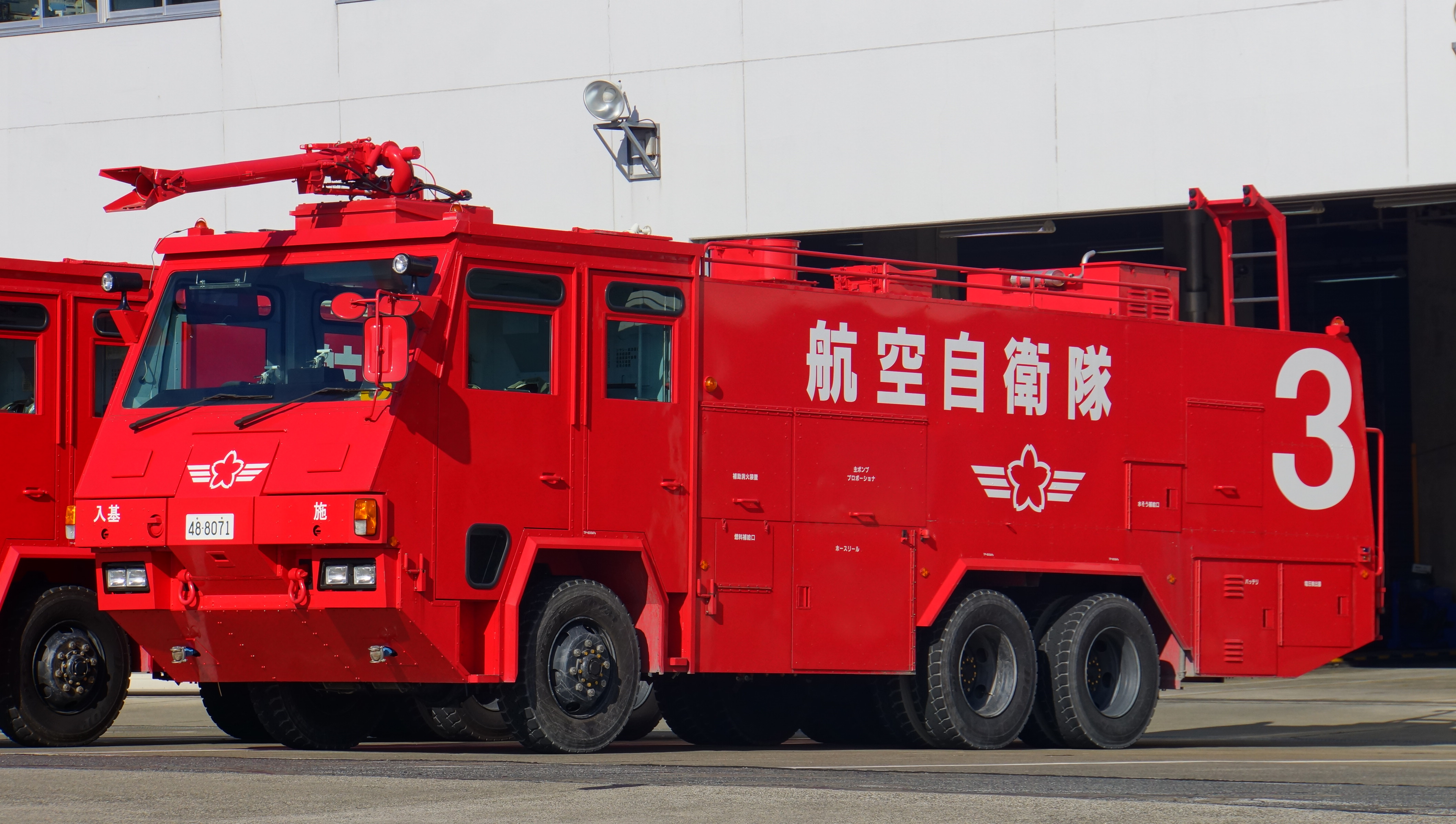
A-MB-2（後期型）

- A-MB-3

1989年より配備が開始された大型破壊機救難消防車とも呼ばれる、自衛隊最大の消防車。形式は日産ディーゼルFB630TN。2011年福島第一原子力発電所事故での放水にも出動した（福島第一原子力発電所事故の経緯#3月17日参照）。
初期導入車両や福島原発事故で損耗した車両の更新用として、2012年度以降モリタ製MAF-100C（後述、後に救難消防車II型として調達）、及び第一実業株式会社がA-MB-2と同様に、アメリカ・ウィスコンシン州オシュコシュ・コーポレーション製のグローバル・ストライカー3000を輸入、日本機械工業株式会社で二次架装を行なった車両（2013年以降は救難消防車IB型として調達）が配備されている。

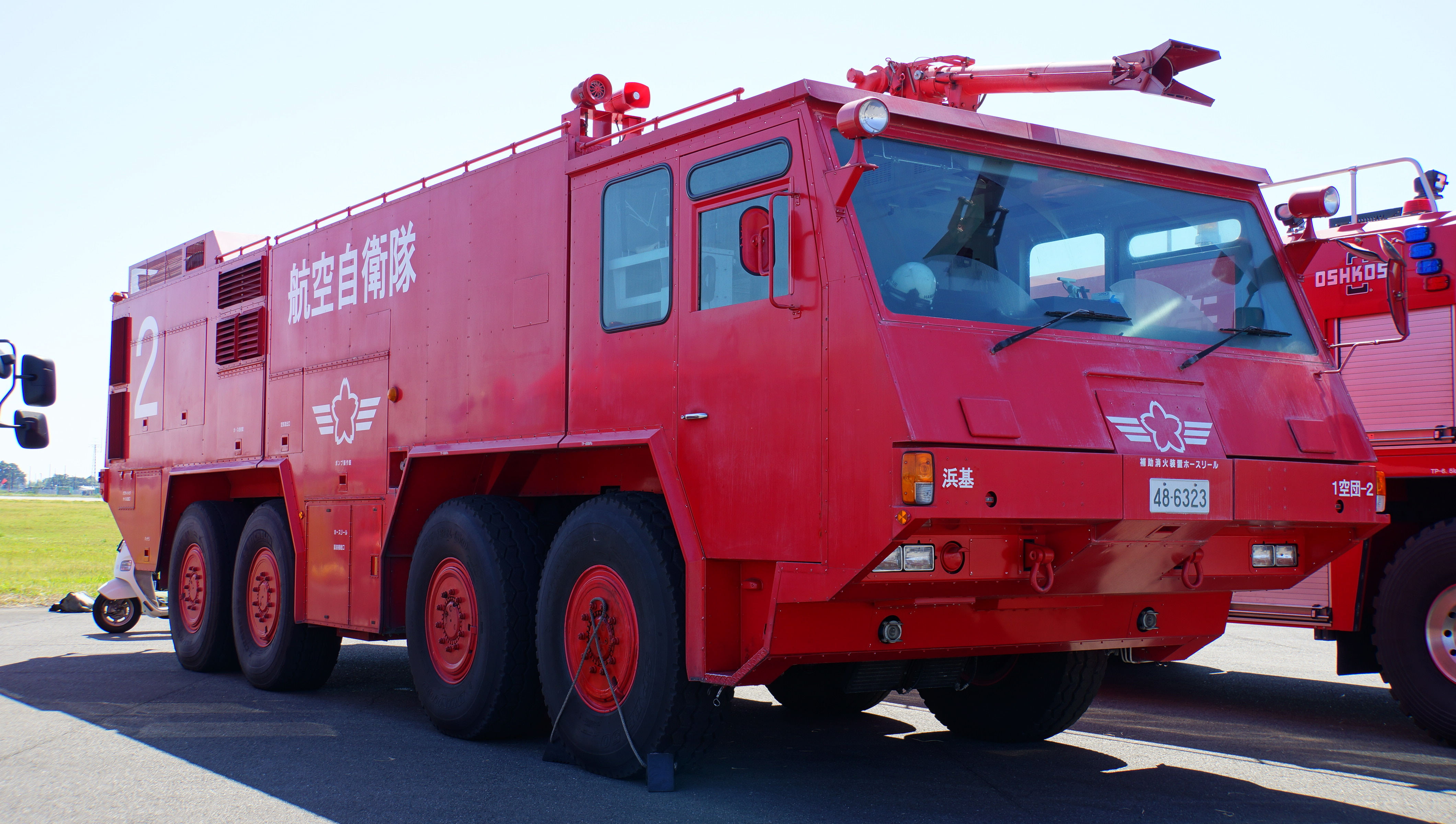
A-MB-3（FB630TN）
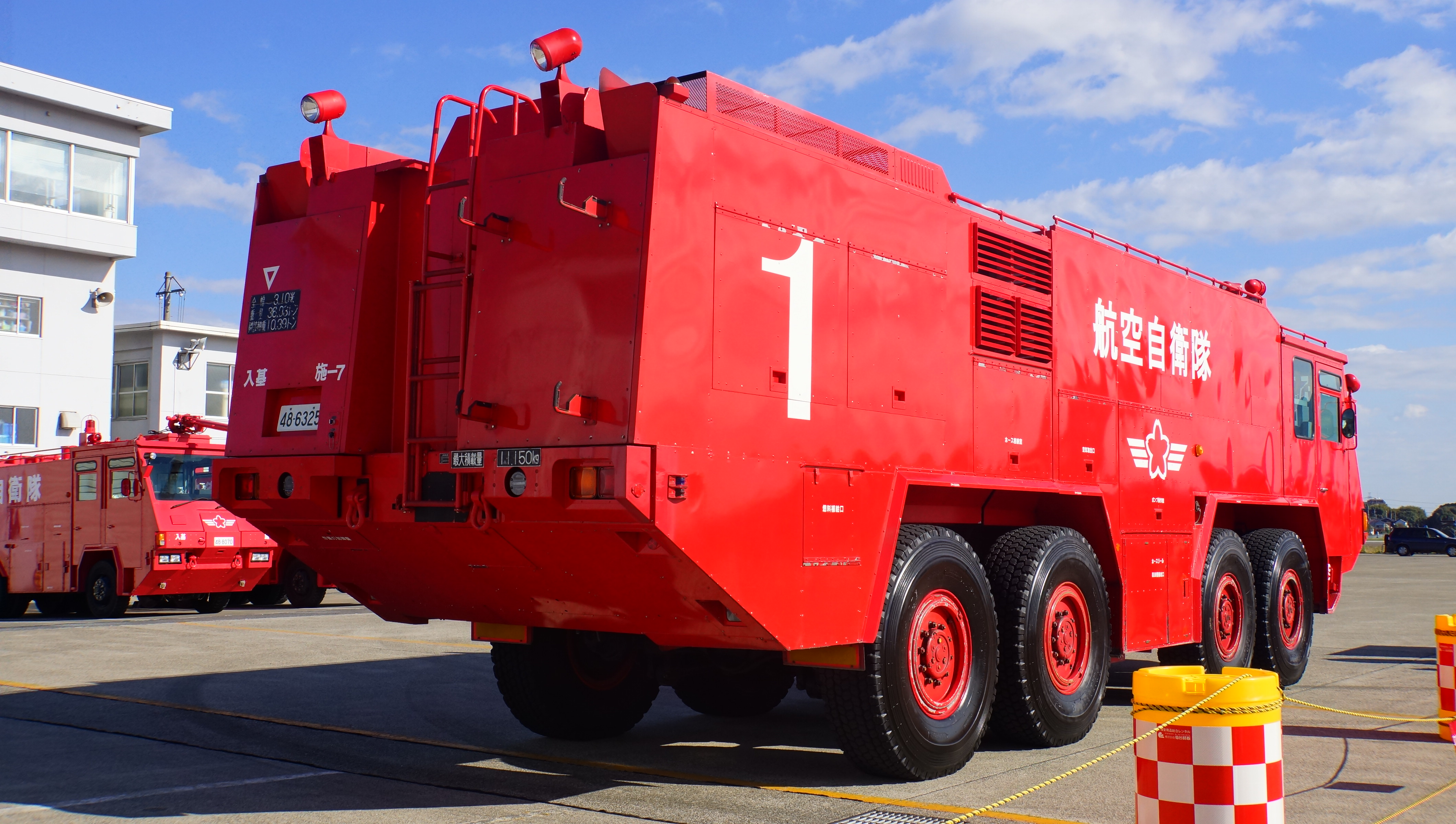
後部
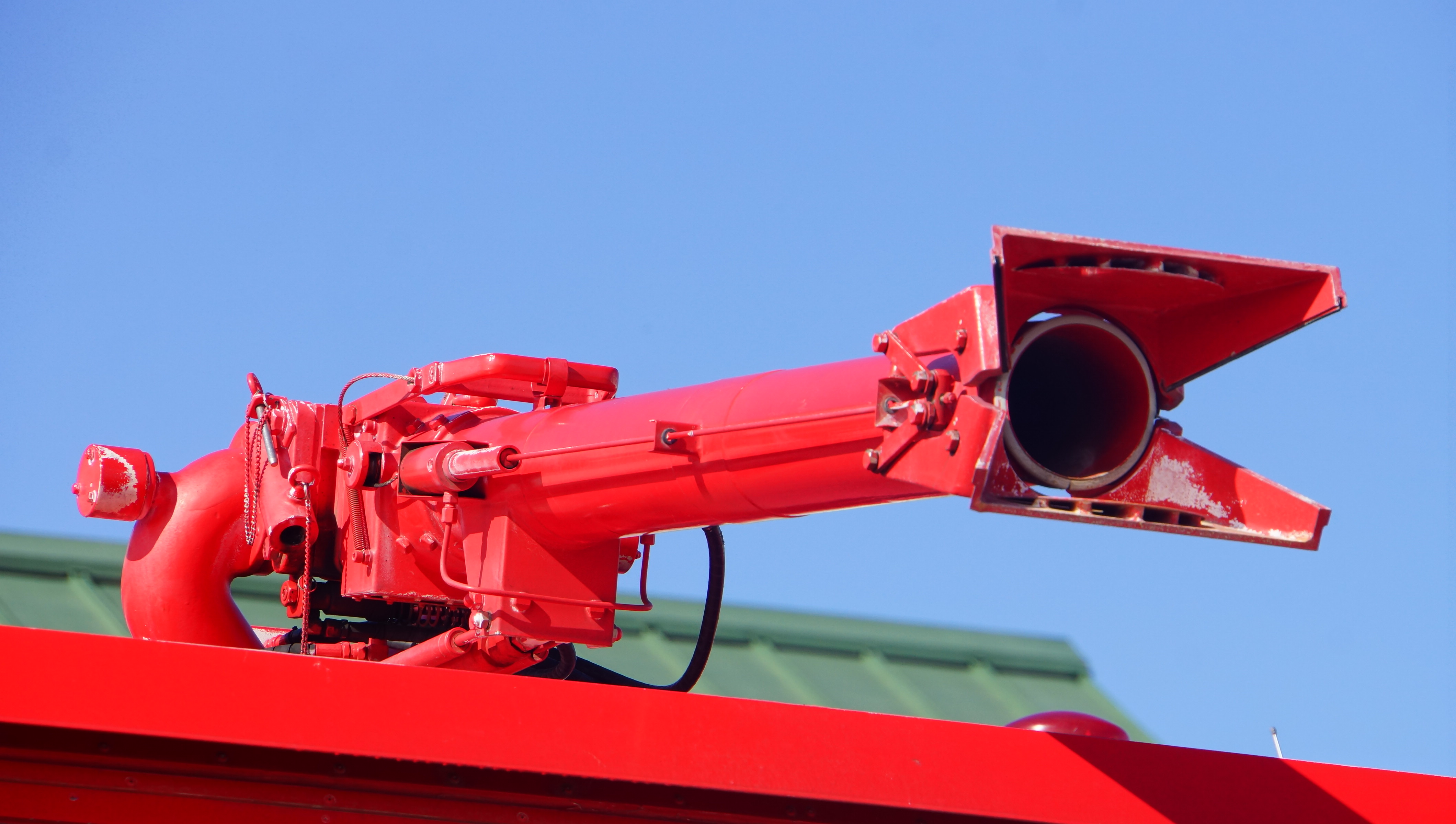
車体上部のターレットノズル
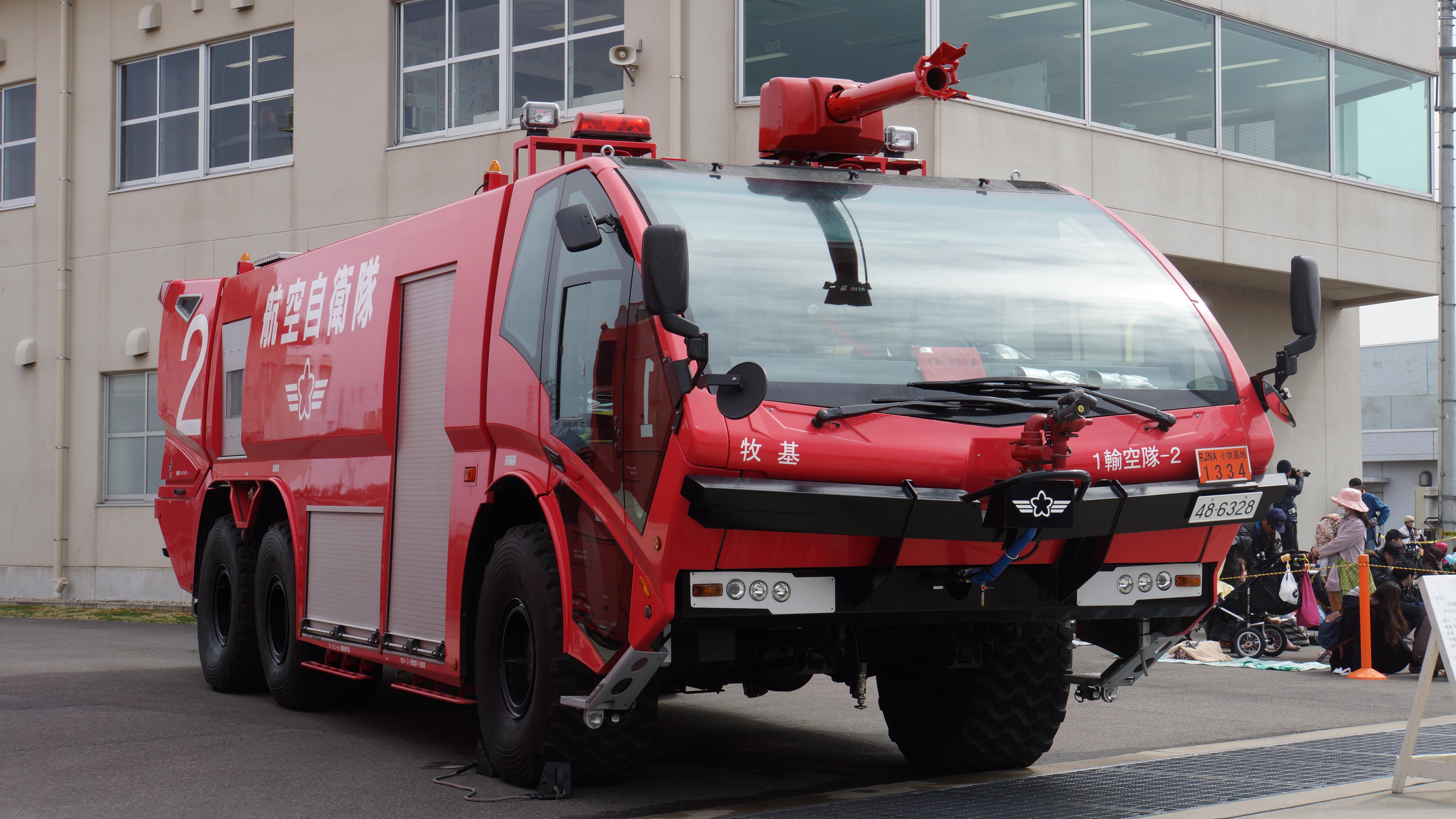
A-MB-3（MAF-100C）
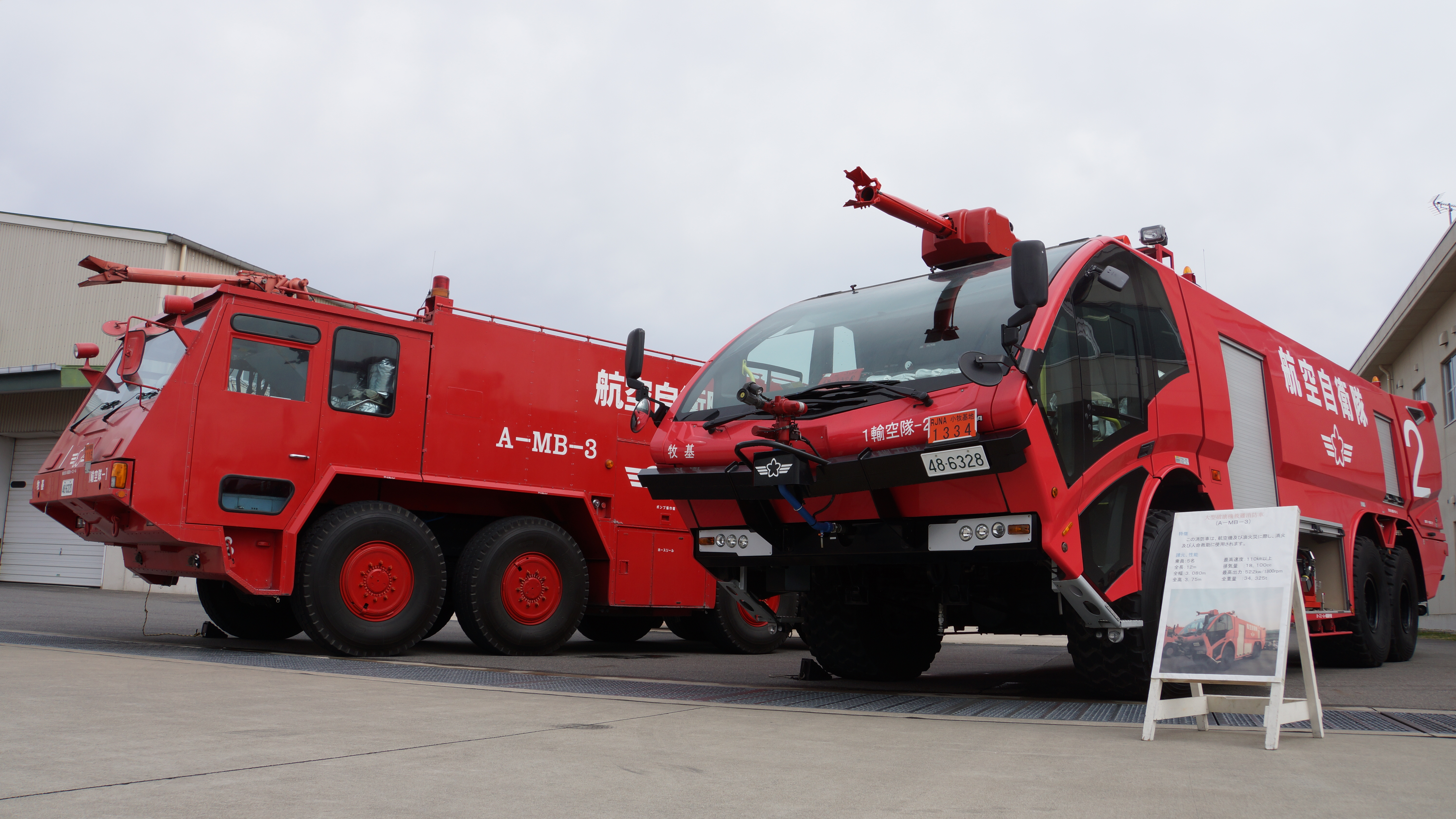
A-MB-3（FB630TN及びMAF-100C）

- 救難消防車IB型

A-MB-1及びA-MB-2の後継として2013年度より調達が開始された5000L級救難消防車。2013年頃に作成された3自衛隊共通の防衛省仕様書により、以後調達される自衛隊向け救難消防車は救難消防車IB型と救難消防車II型（後述）に規格統一される事となった。航空自衛隊に配備されている車種は米国オシュコシュ・コーポレーション製ストライカー3000及びオーストリア・ローゼンバウアー製パンサー6×6の2車種である。

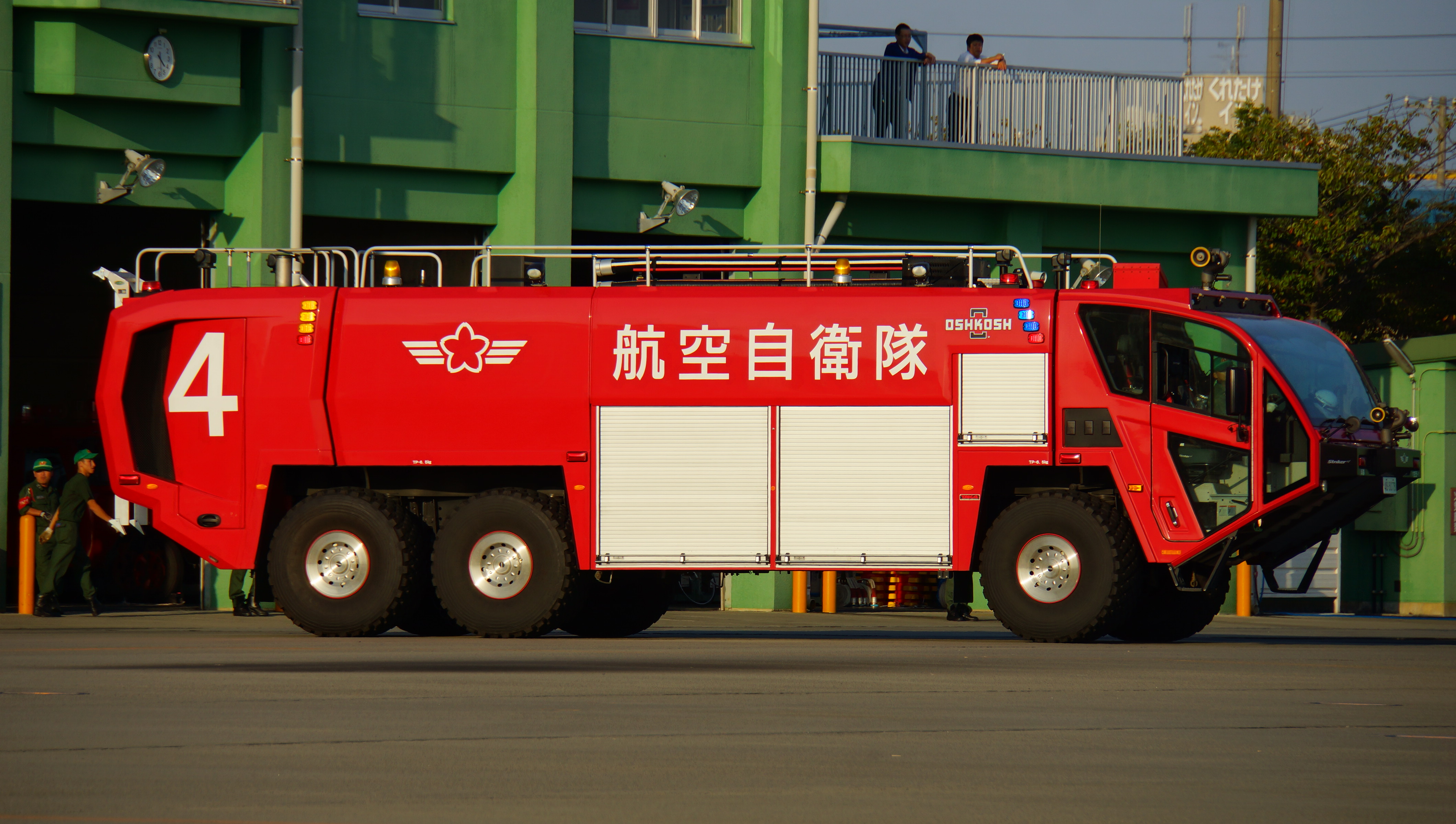
オシュコシュ・ストライカー3000
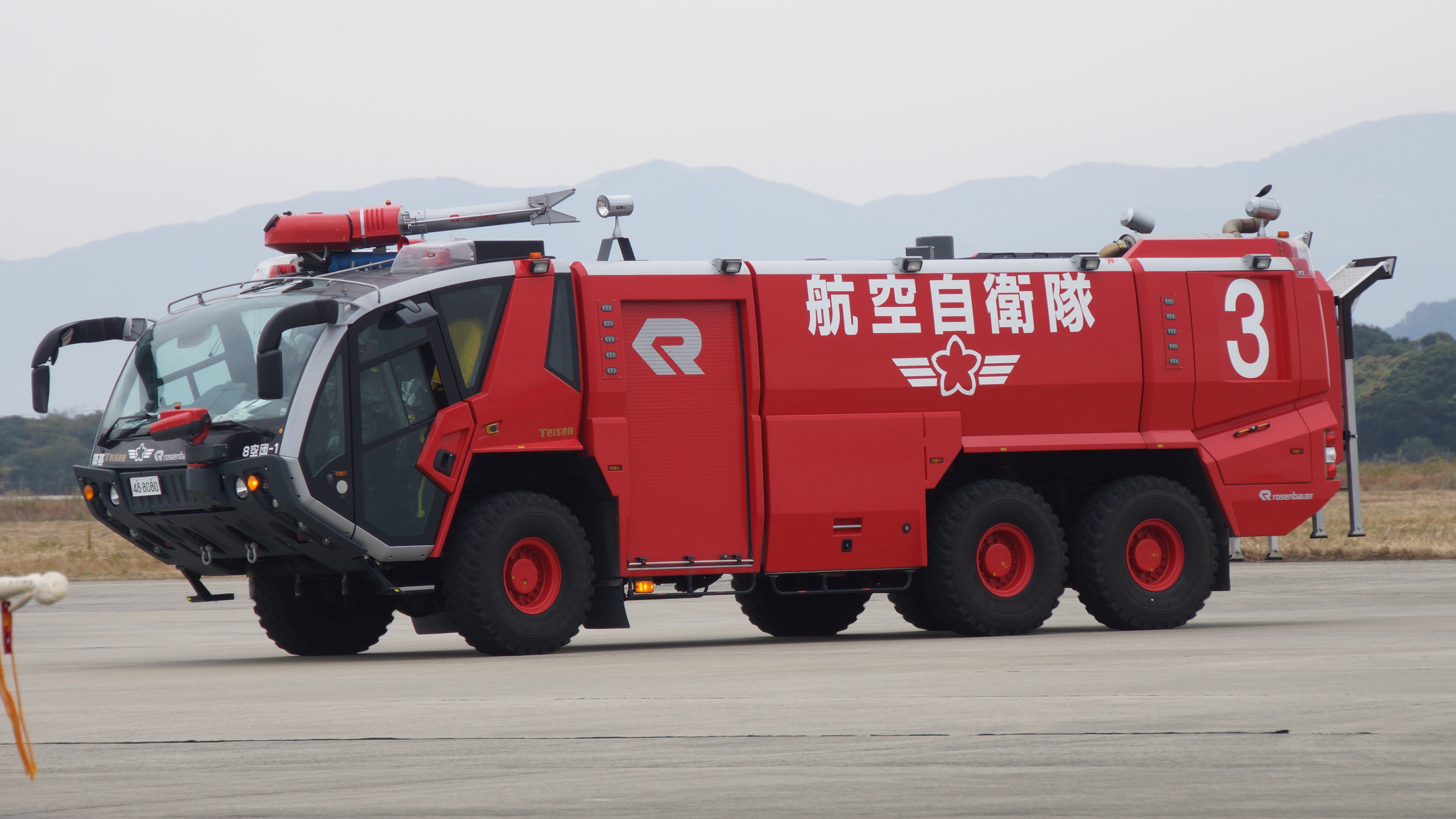
ローゼンバウアー・パンサー6×6

- 救難消防車II型

大型破壊機救難消防車A-MB-3の後継車両として2013年度より配備された10000L級救難消防車。車種は米国KME社製KP3000をベースにモリタが二次架装を行なった車両（形式名：MAF-100C）。当初はA-MB-3として調達されていたが（上記）、2013年頃に作成された防衛省仕様書による救難消防車の規格統一に伴い、以後調達分は救難消防車II型として調達される事となった。

## 諸元

### M-5
- 乗員：5名
- 全長：9500mm
- 全幅：2495mm
- 全高：3450mm
- 最小回転半径:11m
- 車体重量：19500kg
- 最大積載量：4500kg
- エンジン形式：三菱PH58W（走行用）/PE-200-2（ポンプ用）
- タンク容量：3600L（水）、375l（薬剤）
- 噴射量：1890L/min
- 製作：東急車輛製造（シャーシ：三菱重工業、ノズル：深田工業、ポンプ：新日本造機）

### A-MB-1
- 乗員：5名
- 全長：10125mm
- 全幅：2495mm
- 全高：3400mm
- 最高速度：95km/h
- 登坂能力/tanφ0.77（初期型）
- 最小回転半径:10.6m
- 車体重量：14375kg（初期型）
- 最大積載量：4050kg
- 車両総重量：18825kg
- エンジン形式：日産ディーゼルUD V8型（初期型）/日産ディーゼルRE10 V10型（後期型）
- 最高出力：370PS/2200rpm
- 最大トルク：130kg-m/1400rpm
- ポンプ；ジーエムいちはら工業製高圧2段バランスボリュートポンプ
- タンク容量：3600L（水）、375l（薬剤）
- 噴射量：750L/min（ターレット）、190L/min（ハンドライン）
- 補助消火装置：窒素ガス加圧式、粉末消火装置
- 製作：東急車輛製造

### A-MB-2
- 乗員：5名
- 全長：9850mm（前期型）/10125mm（中期型）/10980mm（後期型）
- 全幅：2490mm（前期型）/2495mm（中期型・後期型）
- 全高：3400（前期型・中期型）/3700mm（後期型）
- 最高速度：90km/h（前期型）/95km/h（中期型）/90km/h（後期型）
- 登坂能力/tanφ0.92（前期型）/tanφ1.19（中期型）
- 最小回転半径:11m（前期型）/10.6m（中期型・後期型）
- 車体重量：14145kg（中期型）/14170kg（後期型）
- 最大積載量：5460kg（前期型）/5380kg（中期型・後期型）
- 車両総重量：19700kg（前期型）
- エンジン形式：日産ディーゼルUD V8型（前期型）/日産ディーゼルRE10 V10型（中期型）/日産ディーゼルRG8 V18型（後期型）
- 最高出力：320PS/2200rpm（前期型）/370PS/2200rpm（中期型）
- ポンプ；ジーエムいちはら工業製高圧2段バランスボリュートポンプ（初期型）
- タンク容量：4800L（水）、480l（薬剤）（※いずれも前期型）
- 補助消火装置：窒素ガス加圧式、粉末消火装置
- 製作：東急車輛製造

### A-MB-3
- 乗員：5名
- 全長：11150mm
- 全幅：3100mm
- 全高：3780mm
- 最高速度：100km/h
- 登坂能力/tanφ0.62
- 最小回転半径:11.9m
- 車体重量：31520kg
- 最大積載量：11950kg
- エンジン形式：日産ディーゼルRH10E V10型×2
- 最高出力：450PS/2200rpm×2
- ポンプ；ジーエムいちはら工業製高圧2段バランスボリュートポンプ（初期型）
- タンク容量：10500L（水）、650l（薬剤）
- 製作：東急車輛製造